# Уряд Шотландії
Уряд Шотландії (гельська. Riaghaltas na h-Alba) — вищий орган виконавчої влади Шотландії, створений 1999 року в результаті процесу деволюції влади у Великої Британії та референдуму в Шотландії 1997 року.
Спочатку найменувався як Шотландський виконавчий орган (англ. Scottish Executive), але після реформи 2007 року був перейменований.
Уряд складається з Шотландських міністрів — термін, що вживається для опису їх колективної правової функції — реалізації політики, прийнятої відповідно до законодавства Парламенту Шотландії, в рамках, позначених законом про Шотландію 1998 року (і його відповідними змінами в 2012 і 2016 рр.), А також в межах існуючих королівських прерогатив (в праві Корони Шотландії).

## Історія
1885 року було засноване Міністерство справ Шотландії (англ. Scotland Office), традиційно представляло обмежені інтереси Шотландії в британському уряді і виконувало вказівки британського уряду в Шотландії, а також контролювала роботу галузевих відомств у справах Шотландії, створених у XIX столітті. Причому більша частина цих функцій перейшла до центрального відомству не стільки від центральних органів влади, скільки від органів місцевого управління Шотландії, як результат їх укрупнення в зв'язку з процесом індустріалізації.
Відповідно до Акту про Шотландію 1998 року, всі ці функції перейшли до новоствореного Шотландському виконавчому органу (англ. Scottish Executive), який очолив перший коаліційний уряд лейбористів і ліберальних демократів. З перемогою на виборах в парламент Шотландської національної партії (ШНП) 2007 року, уряд ШНП останні 14 років формував всі наступні урядові адміністрації, а також реалізовувало відповідну політику самоврядування та автономізації Шотландії у Сполученому Королівстві.